# LOUD HEADS
LOUD HEADS（ラウド ヘッズ）は、日本のミクスチャー・ロックバンドである。

## 経歴
2005年、yu-sukeとsugarを中心に結成。株式会社イーキャスト（2006年所属）、GLiVE music entertainment（2007年 - 2008年所属）を経て、2009年よりフリーで活動。
2008年までツインギター、ツインボーカルの演奏スタイルだったが、ボーカルの脱退後ギター1本ボーカル一人、PCを同期させる演奏スタイルへと変更している。作詞作曲は主にリーダーのyu-sukeが行い、編曲はメンバー全員で行う。
2009年12月23日付けで解散。

## メンバー

### 現メンバー
- yu-suke（ユースケ、1986年9月9日） - ボーカル
- chestar（チェスター、1985年4月27日） - ギター
- sugar（シュガー、1986年3月26日） - ベース
- H.I.G（ヒグ、1986年3月28日） - ドラム

### 元メンバー
- ブッチャー - ボーカル
2009年3月15日脱退。
- あらま - ドラム
2005年脱退→（現在、のあのわ「荒山リク」として活動中）

## ディスコグラフィー

### シングル
1. ONE FOR ALL（2006年7月12日）
  1. one for all
  2. 青い鳥
  3. BORDERLESS
  4. a message
2. Peaceful JAM Rock（2007年9月12日）
  1. Peaceful JAM Rock
  2. CLOCK
  3. シャボン玉 〜Single Ver.〜

### 参加作品
- ROUSE OF SOUL PRODUCE 平成維新（2007年11月14日）
- Groooove!!（2008年12月3日）